# Batalla de Tsingtao
La batalla de Tsingtao o setge de Tsingtao, fou una operació militar de la Primera Guerra Mundial que es desenvolupà als voltants de la colònia alemanya de Tsingtao, a la Xina entre octubre i novembre de 1914, en la qual tropes japoneses i britàniques assetjaren i finalment capturaren el port sota control alemany.

## Situació abans de l'inici de les hostilitats
Des de la seva unificació el 1871, l'imperi Alemany havia buscat una expansió colonial que pretenia situar al país entre les majors potències colonials del moment, en igualtat amb els imperis britànic i francès. Això incloïa l'establiment de colònies a ultramar. Aquesta política dugué a la incorporació a l'imperi de diversos territoris a l'Àfrica i a Oceania. En el cas d'Àsia la política expansionista es basà, igual que la de les altres potències, en la intervenció en els assumptes interns de la debilitada Xina de la dinastia Qing. Després de l'assassinat de dos dels seus missioners el 1897, els alemanys van obligar els xinesos a cedir-los la ciutat de Kiaochow, a la província de Shandong, durant un període de 99 anys; una concessió similar a la que els britànics havien aconseguit als nous territoris de Hong Kong després del final de la Segona Guerra de l'Opi. Des de Kiaochow, els alemanys van estendre ràpidament la seva influència a la resta de Shandong i van construir un important port militar a Tsingtao, que va esdevenir la principal base de la Kaiserliche Marine al Pacífic i el lloc des d'on es dirigien les colònies alemanyes menors a Oceania.
La presència alemanya a Shandong fou percebuda per les altres potències europees com una amenaça als seus interessos a la Xina, raó per la qual començaren a capturar una sèrie de localitats portuàries xineses com a mitjà per reduir la influència alemanya sobre la regió. Així, els britànics van conquerir Weihaiwei, els russos Lüshunkou (coneguda a Occident com Port Arthur) i els francesos Kwang-Chou-Wan. Els britànics també van establir relacions cada vegada més estretes amb els japonesos, la potència emergent a la zona. El 30 de gener de 1902 es va firmar l'Aliança Anglo-Japonesa, que establia la cooperació militar entre ambdós països. Aquesta es va reforçar encara més després de la victòria japonesa en la guerra russojaponesa, el 1905, que va expulsar els russos del Mar Groc i va suposar l'entrada del Japó dins del club de les grans potències.

## Els primers mesos de guerra
Després de l'esclat de la I Guerra Mundial, l'agost de 1914, els britànics van sol·licitar ràpidament el suport japonès, en virtut dels tractats de cooperació entre ambdós països. El militarisme es trobava en apogeu al país i el primer ministre, Okuma Shigenobu, va pensar que podria frenar les aspiracions dels militars sobre el govern japonès si mantenia una estreta relació amb els britànics. Per això, el Japó va llançar el 15 d'agost un ultimàtum a Alemanya exigint-li l'evacuació immediata de les aigües sinojaponeses i el lliurament de Tsingtao al govern japonès. El 23 d'agost va expirar el termini i el Japó va declarar la guerra a Alemanya.
La declaració de guerra va arribar en un moment en què Tsingtao no estava especialment protegit, ja que l'esquadra de creuers d'Àsia, comandada per l'almirall Maximilian von Spee, havia deixat el port, on estava basada, per assegurar les Illes Marianes davant una possible invasió britànica i des d'allà (amb l'excepció del SMS Emden, que havia partit cap a l'oceà Índic), s'havia dirigit a les costes de Sud-amèrica, on va destruir la flota britànica de Christopher Cradock a la batalla naval de Coronel, al sud de Xile, abans de ser ella mateixa destruïda en la batalla naval de les Malvines.

Batalla de Tsingtao: 30 d'octubre a 7 de novembre de 1914
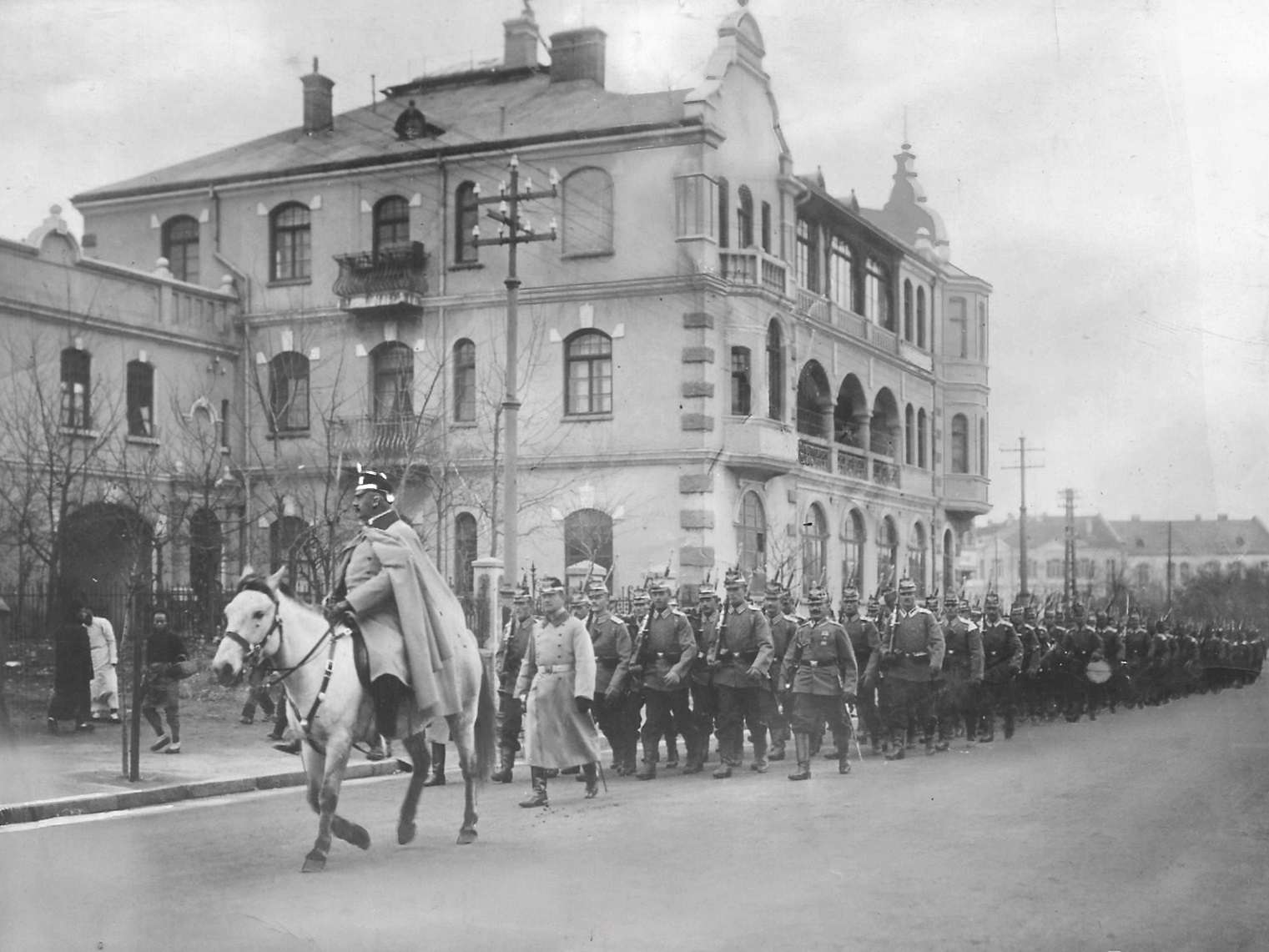
Tropes alemanyes a l'interior de Tsingtao
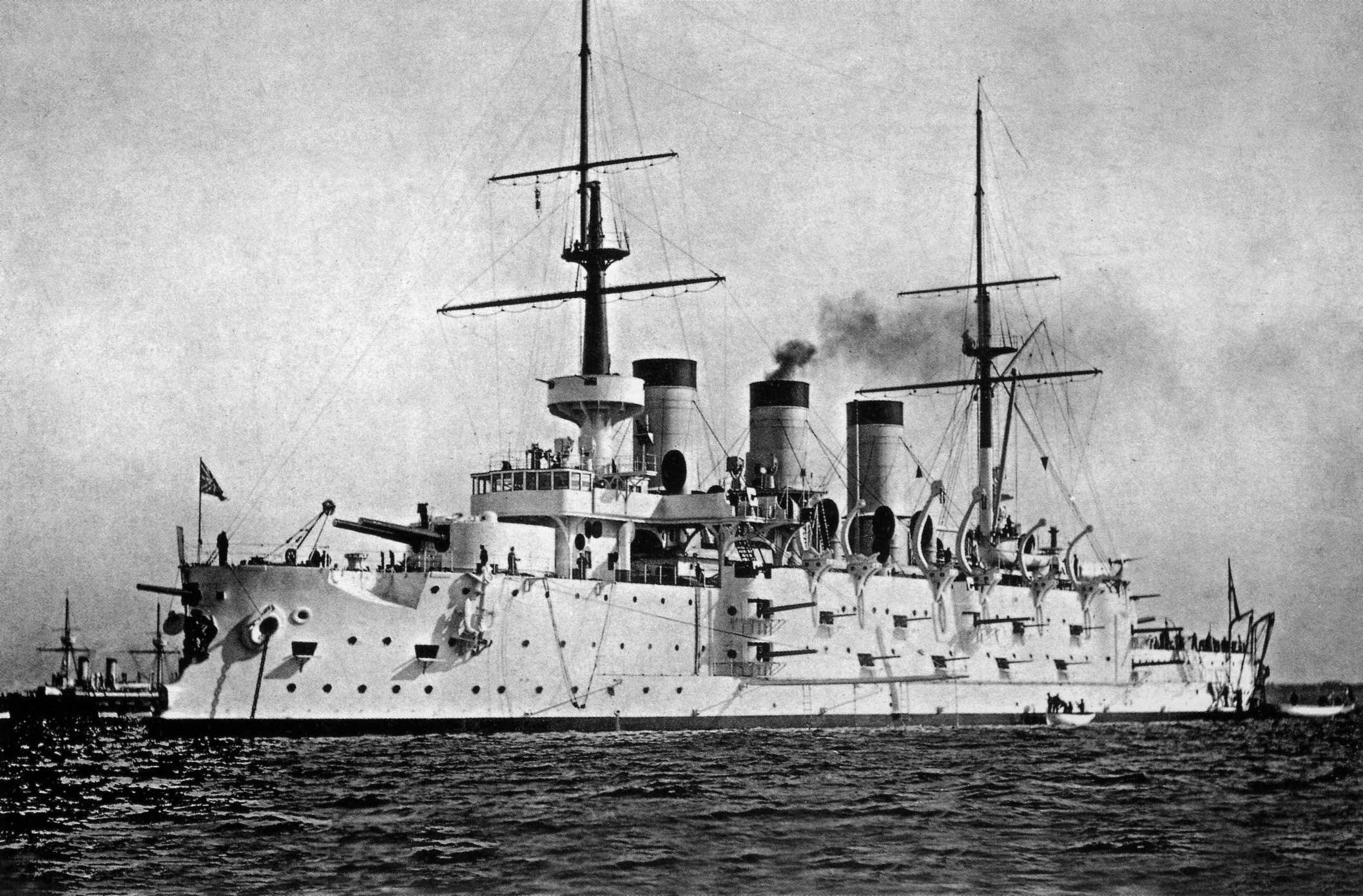
El cuirassat japonès Suwo, vaixell insígnia de la flota aliada que bloquejava el port de Tsingtao
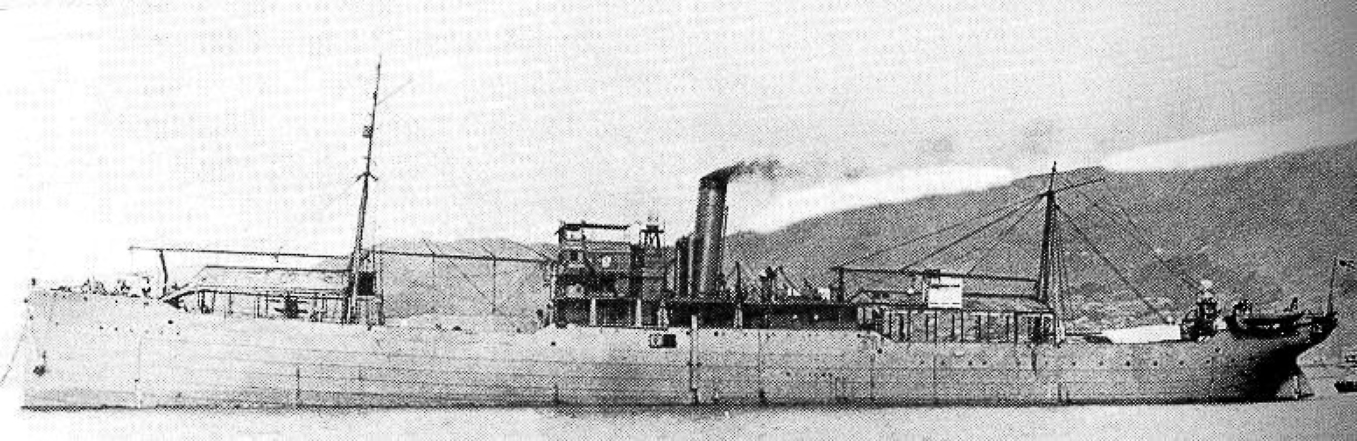
Portahidroavions japonès Wakamiya, des del que es llançaren atacs aeris
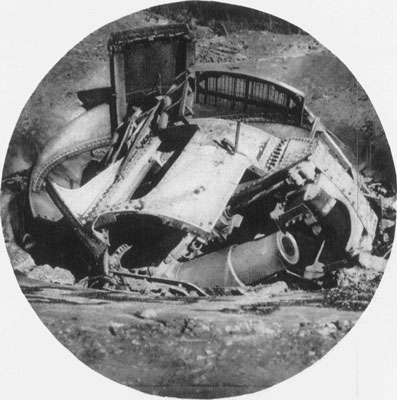
Restes del fortí Bismarck alemany després de la batalla
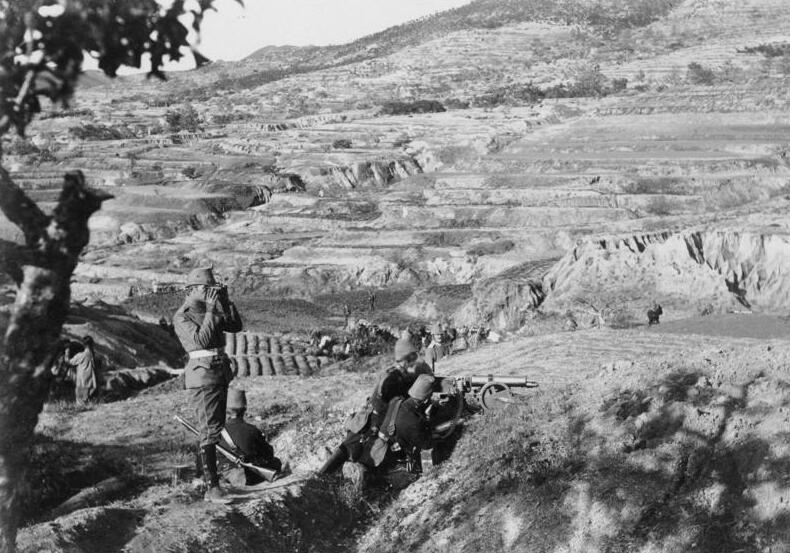
Soldats atrinxerats a les defenses alemanyes
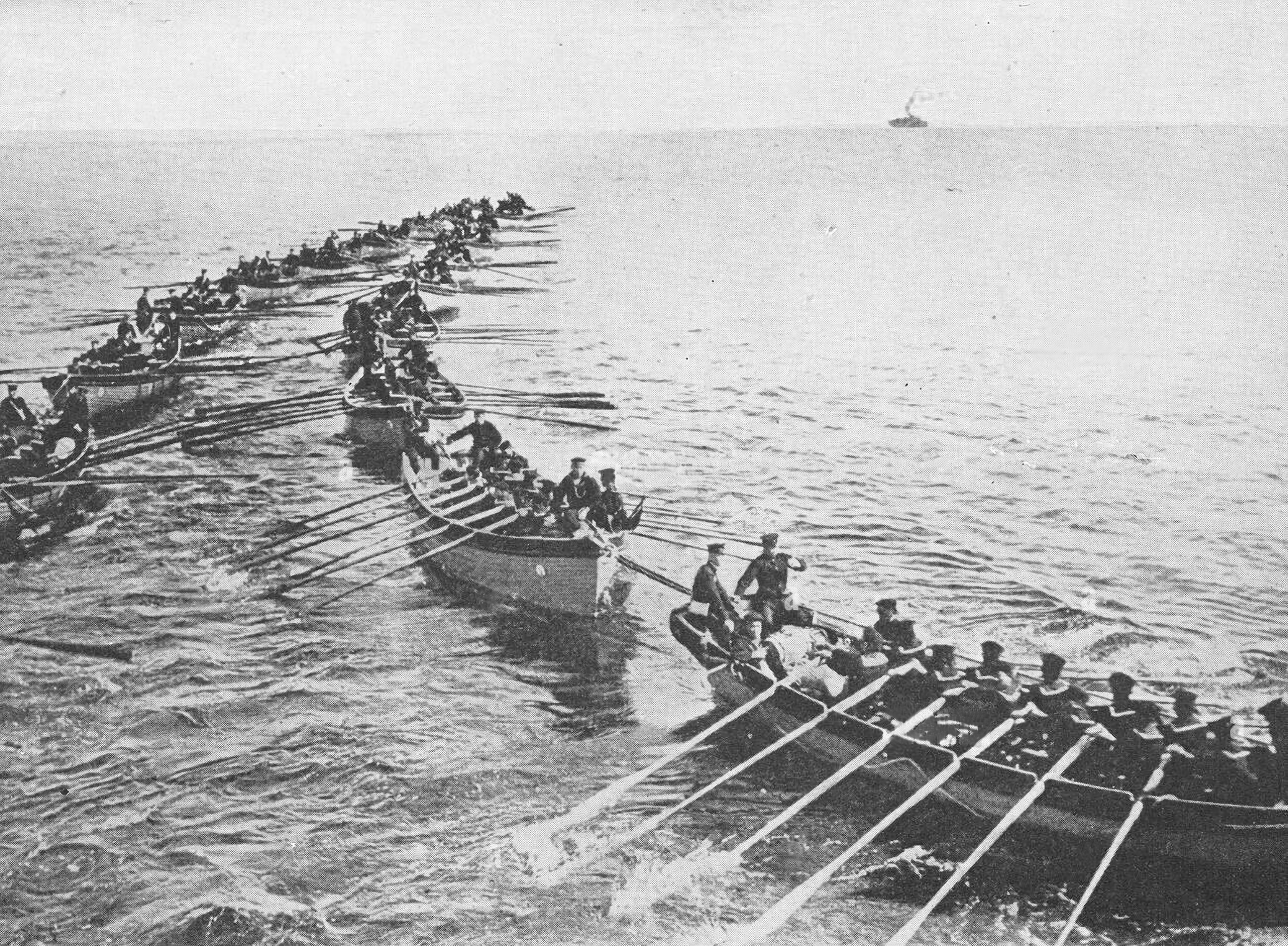
Accions de desembarcament de les tropes japoneses
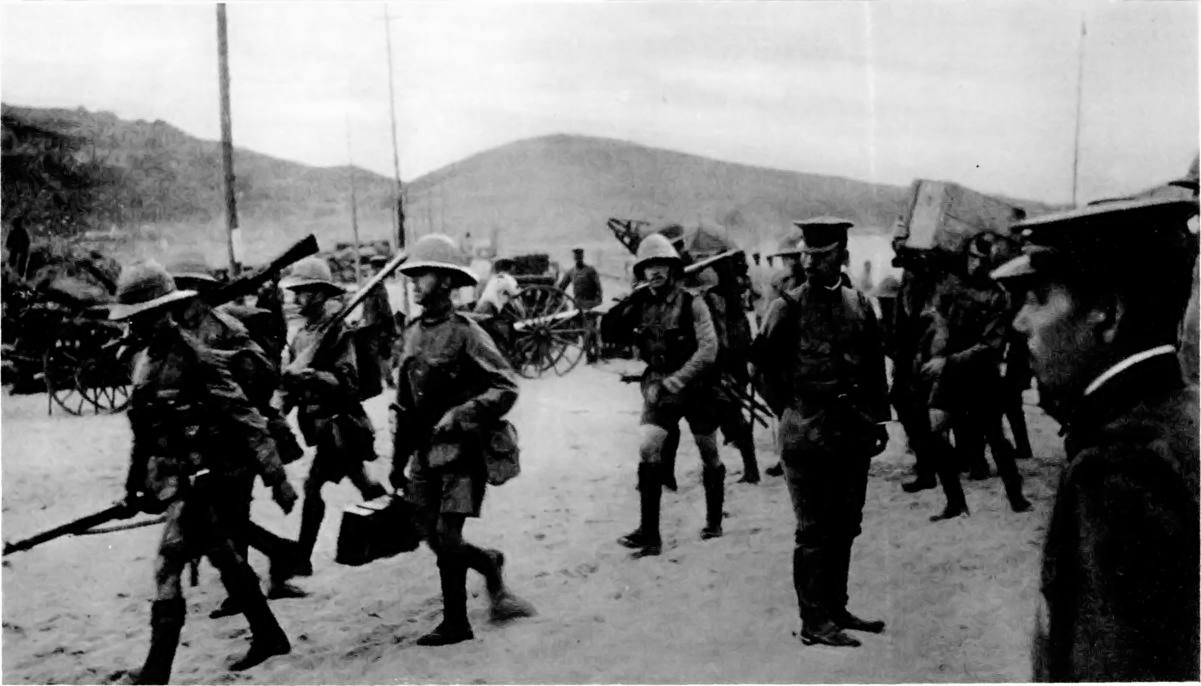
Desembarcament de tropes britàniques
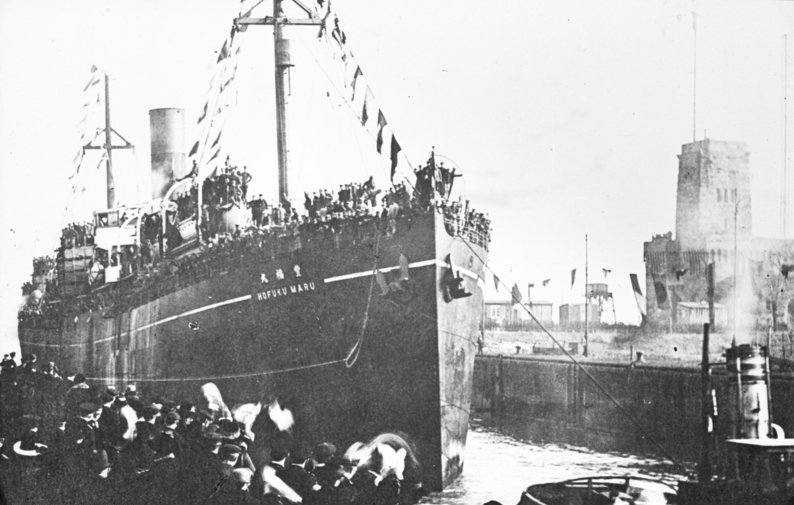
Rebuda al retorn dels soldats alemanys després de la guerra

## Primeres accions dels aliats
El primer moviment de l'Armada Imperial Japonesa va consistir en la tramesa d'una flota, dirigida pel vicealmirall Sadakichi Kato, a la badia de Jiaozhou a fi de bloquejar Tsingtao, bloqueig que es va iniciar el 27 d'agost. En el curs d'aquestes operacions, la Royal Navy va cedir als japonesos el cuirassat predreadnought HMS Triumph i el destructor HMS Usk, a fi de reforçar la flota japonesa, una mica obsoleta en comparació amb la de les grans potències de l'Europa Occidental. No obstant això, els japonesos disposaven en aquell moment d'alguns vaixells moderns que també van emprar en el bloqueig, com el Wakamiya, capaç de portar hidroavions, els cuirassats tipus dreadnought Kawachi i Settsu i el creuer de batalla Kongo.
A partir del 2 de setembre es van produir desembarcaments de la 18a Divisió d'Infanteria de l'Exèrcit Japonès a Lungkou i a la badia de Laoshan, ambdues a la península de Shangdong i no lluny de Tsingtao. Els japonesos sumaven un total de 23.000 homes i 142 peces d'artilleria; per enfrontar-s'hi el Capità-Governador de Tsingtao, Alfred Meyer-Waldeck, amb prou feines comptava amb una guarnició de 3.000 alemanys recolzats per menys de 1.000 xinesos i austrohongaresos. Després de la partida de la flota de creuers de von Spee, al port només romanien algunes naus obsoletes entre les quals es trobava el creuer protegit austrohongarès SMS Kaiserin Elizabeth, la tripulació del qual va lluitar a terra al costat de les tropes alemanyes.
D'altra banda, a fi de no deixar tota la situació a les mans dels japonesos, que probablement exigirien tota mena de concessions a la zona si obtenien una victòria en solitari, els britànics van enviar un contingent simbòlic de 1.500 homes des de Tianjin (on es trobaven com a part de la força estacionada allà des de la supressió de la revolta dels bòxers), comandats pel general Nathaniel Walter Barnardiston. El govern de la Xina, que en aquells moments era neutral en la guerra, va protestar per l'ús del seu territori a mans dels exèrcits estrangers, que hi circulaven lliurement i sense donar cap mena d'explicació. Tot i així, no va poder fer cap altra cosa més enllà de la diplomàcia. Com en temps de la dinastia Qing, el país continuava sent summament feble i incapaç d'oposar-se a les ingerències foranes.
Els alemanys havien sospesat la possibilitat d'emprendre un atac preventiu sobre la colònia britànica de Weihawei a fi de sorprendre l'enemic, però això es va rebutjar davant de la falta d'homes i, sobretot, de municions. Dividir la guarnició a fi d'iniciar una expedició d'èxit més que dubtós no hauria fet altra cosa que complicar encara més la seva feble situació. A més, l'exèrcit japonès i les seves tàctiques de combat eren un complet misteri per als alemanys, que mai no s'hi havien enfrontat, i no hi havia manera de saber si en aquell moment optarien per un assalt amfibi directe o per un setge convencional des de terra. En aquest cas, era imprescindible saber on estaven desembarcant els japonesos (si és que ho feien), cosa que evidentment, els alemanys no podien conèixer. Durant la tensa espera que va seguir el bloqueig del port sense que s'iniciessin els combats, van començar a proliferar tot tipus d'especulacions i rumors entre les files alemanyes, totalment aïllades de l'exterior. Estaria de camí la flota de Von Spee després de destruir els britànics, i els japonesos no s'atrevien a atacar amb aquesta flota a les proximitats? Haurien pressionat els Estats Units al Japó perquè tornés a la no-bel·ligerància? Seria potser certa la història que un senyor de la guerra xinès, descontent amb els anglesos, havia atacat les guarnicions britàniques al país i havia preparat una força de fins a 80.000 homes al servei d'Alemanya?

## L'assalt a Tsingtao
El retard japonès en realitzar l'assalt es devia a dues raons: el pèssim temps a la zona, fuetejada en aquell moment per les inundacions provocades per un tifó, i l'excessiva cautela dels japonesos, que sospesaven la possibilitat de caure en una emboscada alemanya d'un moment a un altre. El 13 de setembre, ambdós bàndols es van veure per fi les cares, en produir-se l'assalt d'un post de guàrdia alemany a Tsimo, a la frontera del protectorat, per un cos de la cavalleria japonesa. Després d'una petita escaramussa, els alemanys van abandonar la posició i es van retirar cap a Tsingtao. Els japonesos van avançar, van tallar la línia de ferrocarril de Shangtung i van tractar seguidament de bloquejar les carreteres construïdes pels alemanys, aïllant de forma completa l'enclavament. El 18 de setembre la flota japonesa va obrir foc contra la platja de Lao Schan i la infanteria es va desplegar a fi d'assegurar el control sobre Tsimo. Un nou enfrontament amb un altre post de vigilància alemany al pas d'Hotung, aquesta vegada més violent, va donar lloc al començament formal del setge.
Mayer-Waldeck va decidir retirar les seves forces de la primera línia de defensa i concentrar-les en la segona i tercera, a fi de garantir una defensa més compacta. El coneixement de la situació a les files enemigues va començar a ser llavors un problema per a ambdós bàndols, però gràcies a l'ús d'hidroavions, els japonesos van aconseguir una informació millor de la situació dels vaixells, defenses i danys causats als alemanys. Els dos bàndols també van tractar d'aconseguir informació per mitjà dels civils xinesos a la zona, convertits en espies improvisats. En general, aquests es van decantar del bàndol japonès, ja que estaven descontents amb la prepotència mostrada pels alemanys des de l'ocupació de la zona 17 anys abans. La informació que facilitaven als alemanys sobre les baixes japoneses era habitualment exagerada i és possible que això animés Mayer-Waldeck a realitzar un petit contraatac a la rodalia de Tsimo, a càrrec d'una petita força de 130 homes recolzats per 4 metralladores que va atacar per sorpresa un post avançat japonès. No obstant això, els japonesos van mantenir les posicions i van obligar els alemanys a retirar-se de nou. Poc després van arribar a Lao Schan els reforços britànics.

### Els combats pel turó Prinz Heinrich
El 26 de setembre Kamio va ordenar un avenç general. Es van succeir escaramusses de diversa consideració durant l'avenç, però a poc a poc els posts alemanys de la segona línia van anar caient, molts d'ells sense vessament de sang, simplement abandonats pels alemanys, que es retiraven cap a l'última línia de defensa. Els vaixells alemanys fondejats al port van obrir foc i van destruir una posició japonesa sobre un turó; això va fer que Kamio ordenés a Kato que comencés a bombardejar la flota enemiga.
Els dies 27 i 28 de setembre el temps va empitjorar encara més, però els japonesos van decidir prosseguir amb el seu avenç, fins i tot durant la nit. Kamio va ordenar atacar la petita fortalesa situada al turó Prinz Heinrich (l'última d'importància en la segona línia de defensa), operació en la qual els alemanys van oferir una resistència més dura de l'esperada. El combat, pràcticament a les fosques, es va saldar amb la mort de 24 japonesos i 6 alemanys. Els 54 alemanys restants van oferir lliurar la posició a canvi de què se'ls permetés retrocedir fins a Tsingtao, cosa que els japonesos no van acceptar i van retenir els soldats alemanys com a presoners. D'altra banda, el foc aliat sobre els vaixells alemanys va obligar aquests a retirar-se cap a l'interior del port.

### Contraatacs alemanys
Els alemanys van emprendre un nou contraatac el 2 d'octubre, enviant 3 companyies per comprovar la situació. Una va trobar una trinxera japonesa buida, mentre que les altres van ser sorpreses per tropes enemigues, iniciant-se un combat que es va saldar amb 29 soldats alemanys caiguts i 6 presoners. No obstant això, els alemanys (segurament esperonats pels falsos informes xinesos) van qualificar l'acció com un èxit en creure que havien infringit greus baixes a l'enemic. L'arribada dels britànics va ser interpretada erròniament com un indicatiu que els japonesos estaven sent superats i necessitaven reforços. La momentània inutilització del Triumph, que es va haver de retirar dels enfrontaments al port, va ser considerada també com una nova victòria, tot i que la nau va ser reparada i va tornar al seu lloc en poc temps.
El 15 d'octubre va arribar un nou tifó que va produir encara més inundacions i 25 soldats japonesos van morir ofegats. No va ser l'únic problema per als aliats, ja que dos dies més tard el vell destructor alemany S90 va trencar el bloqueig aliat sobre el port en llançar un torpede contra el creuer lleuger Takachiho, enfonsant-lo i escapant a la recerca d'un altre port xinès durant la nit. Juntament amb el vaixell japonès es van enfonsar 253 dels 256 homes que componien la seva tripulació. Tanmateix, aquest èxit va comprometre al seu torn la seguretat del port alemany, ja que només quedaven dos vaixells que el poguessin defensesar:: el Jaguar i el Kaiserin Elizabeth. El 22 d'octubre 80 soldats alemanys van dirigir un últim atac sobre les files japoneses, però van ser fàcilment repel·lits.

### Últims enfrontaments i capitulació alemanya
Entre el 29 i 31 d'octubre, amb el temporal ja extint, els navilis japonesos al complet van iniciar un nou bombardeig massiu de les fortificacions alemanyes, mentre que l'artilleria japonesa feia el mateix des de terra; això va destruir completament les defenses alemanyes. Els projectils, grans obusos d'onze polzades, van seguir llançant-se de forma contínua tant de dia com de nit, a fi d'evitar que els assetjats poguessin realitzar reparacions de cap tipus. Protegida pel foc d'artilleria, la infanteria japonesa va cavar noves línies de trinxeres que tancaven cada vegada més el cèrcol sobre Tsingtao. Després d'intercanviar trets amb una patrulla de reconeixement japonesa, Meyer-Waldeck va decidir que les tripulacions del Jaguar i del Kaiserin Elizabeth, que ja no podien fer gran cosa al mar, s'afegissin a la defensa terrestre de les línies.
El comandament japonès va ordenar llavors que cada dia s'avancés 300 metres, al terme dels quals es cavaria una nova línia de trinxeres. A l'alba del 4 de novembre una companyia d'infanteria i enginyers va atacar l'estació de bombatge que assortia d'aigua la fortalesa i la va prendre sense grans problemes juntament amb 21 presoners. A partir d'aquell moment els alemanys van haver d'utilitzar els pous d'emergència que hi havia en l'interior de la base. Aquella nit, els reforços britànics (que avançaven al mateix temps que els seus aliats japonesos, però de manera separada) es van trobar en una zona en la qual el nivell freàtic era massa alt com per a poder excavar trinxeres. El desconcert provocat a les files angleses va ser aprofitat pels alemanys, que els van causar 8 morts i 18 ferits abans de fer-los retrocedir. Aquest incident va generar noves disputes entre els dos comandaments aliats, que es van acusar mútuament de trencar la línia d'avenç. No obstant això, les operacions militars van prosseguir com estava previst i l'endemà es va aconseguir destruir l'última bateria alemanya que quedava operativa sobre el port. En aquell moment bona part de les fortificacions alemanyes ja estaven en ruïnes i era obvi que el desenllaç s'apropava. Meyer-Waldeck va enviar el seu últim informe a la Xina, des d'on es va retransmetre Alemanya, i va esperar l'assalt final que es produiria la nit del 6 de novembre.
Després d'algunes maniobres de reconeixement de la infanteria japonesa, en les quals s'intentava trobar punts febles en la defensa alemanya, les tropes aliades van atacar l'última línia de defensa i van aconseguir trencar-la. Els combats es van produir majoritàriament a les zones d'accés als búnquers que servien d'últim refugi als assetjats i es van reduir majoritàriament a càrregues de baioneta, ja que la foscor i l'estretor del camp de batalla impedien obrir foc en condicions. Fins i tot es va produir un combat a espasa entre un capità japonès i un tinent alemany. Per al matí del 7 de novembre, els britànics i japonesos ja controlaven Tsingtao. Meyer-Waldeck va ordenar llavors la rendició de la plaça i de les tropes que encara combatien. Les últimes baixes de la batalla les posaria la tripulació d'un torpediner japonès que va xocar contra una mina quan tractava de fondejar al port, el 10 de novembre.

## Conseqüències
Els assetjats van perdre 199 homes i la resta van ser fets presoners. Per la seva part, els britànics van tenir només 16 morts, mentre que els japonesos van acabar amb 3 naus enfonsades i més de 700 homes caiguts. Així i tot, els costos van ser escassos per als vencedors si es té en compte que el que estaven assaltant era una gran fortalesa i base naval. Durant anys, els mitjans alemanys propagarien la falsa informació que la batalla de Tsingtao havia costat prop de 12.000 baixes als aliats. El port va ser cedit als japonesos i els vaixells que encara eren aprofitables, com el Kaiserin Elizabeth van ser confiscats pels britànics, que els usarien durant la guerra.
La caiguda de Tsingtao, uns dos mesos després de la conquesta de la Nova Guinea Alemanya per forces australianes, va acabar amb l'última gran base alemanya al Pacífic. En els dies següents es produiria la fàcil ocupació de les últimes colònies alemanyes a la zona, com a les illes Salomó, les illes Marianes, les illes Carolines, Palau i les illes Marshall, majoritàriament per forces japoneses. A causa d'aquesta participació, el Japó va ser un dels «cinc grans» que van firmar el Tractat de Versalles el 1919 i, ja com a superpotència, va poder annexar els territoris ocupats com a colònies pròpies i potenciar la seva expansió sobre la Xina (a la qual ja havia forçat a acceptar les «Vint-i-una Demandes» el 1915, tot i que els occidentals van obligar els japonesos a retractar-se'n poc després) sense que cap potència occidental tingués la intenció d'impedir-li-ho realment. L'expansionisme japonès, que finalment ocasionaria la ruptura de l'aliança anglo-japonesa el 1921, la sortida del Japó de la Societat de Nacions el 1933, la Segona Guerra Sinojaponesa (1937-1945) i l'entrada del Japó en la Segona Guerra Mundial a partir de 1941, no hauria pogut desenvolupar-se de la mateixa manera si Alemanya hagués retingut Tsingtao, o si aquesta hagués caigut a mans britàniques d'haver-se mantingut el Japó en la neutralitat.